# Birminghamská kampaň
Birminghamská kampaň byla kampaň spuštěná v roce 1963 organizací Southern Christian Leadership Conference (SCLC) s cílem upozornit na úsilí Afroameričanů v Birminghamu v Alabamě o integraci a ukončení rasové segregace. Kampaň vedli Martin Luther King Jr., James Bevel, Fred Shuttlesworth a další. Kampaň založená na principu nenásilných přímých akcí vyústila v konfrontaci obyvatel Birminghamu, postupné zrušení diskriminačních právních předpisů a přijetí federálního zákona Civil Rights Act of 1964.
Na začátku 60. let 20. století byl Birmingham jedním z nejvíce rasově segregovaných měst v USA. Protesty začaly bojkotem obchodů a podniků v centru města za účelem rušení rasové segregace. Bojkot byl neúspěšný, proto se do protestů zapojila organizace SCLC a připravila dlouhodobou kampaň, jejímž prvním výrazným momentem byl projekt C, který zahrnoval řadu protestů v sedě (tzv. sit-in), kdy si Afroameričané sedali na místa vyhrazená pouze pro bílé, což vedlo k masovému zatýkání.
Poté, co kampani začali docházet dobrovolníci, James Bevel vymyslel, že by se sit-inů mohli účastnit studenti a žáci, které nejdříve provede školením nenásilné přímé akce. Přímé akce se realizovaly v podobě sit-inů v restauracích nebo pochody. Tento protest vedl k tisícům zatčených studentů, proti kterým byly použity také vodní děla a útoční psi. Birminghamská policie byla vedena nekompromisním Bullem Connorem.

## Segregované město

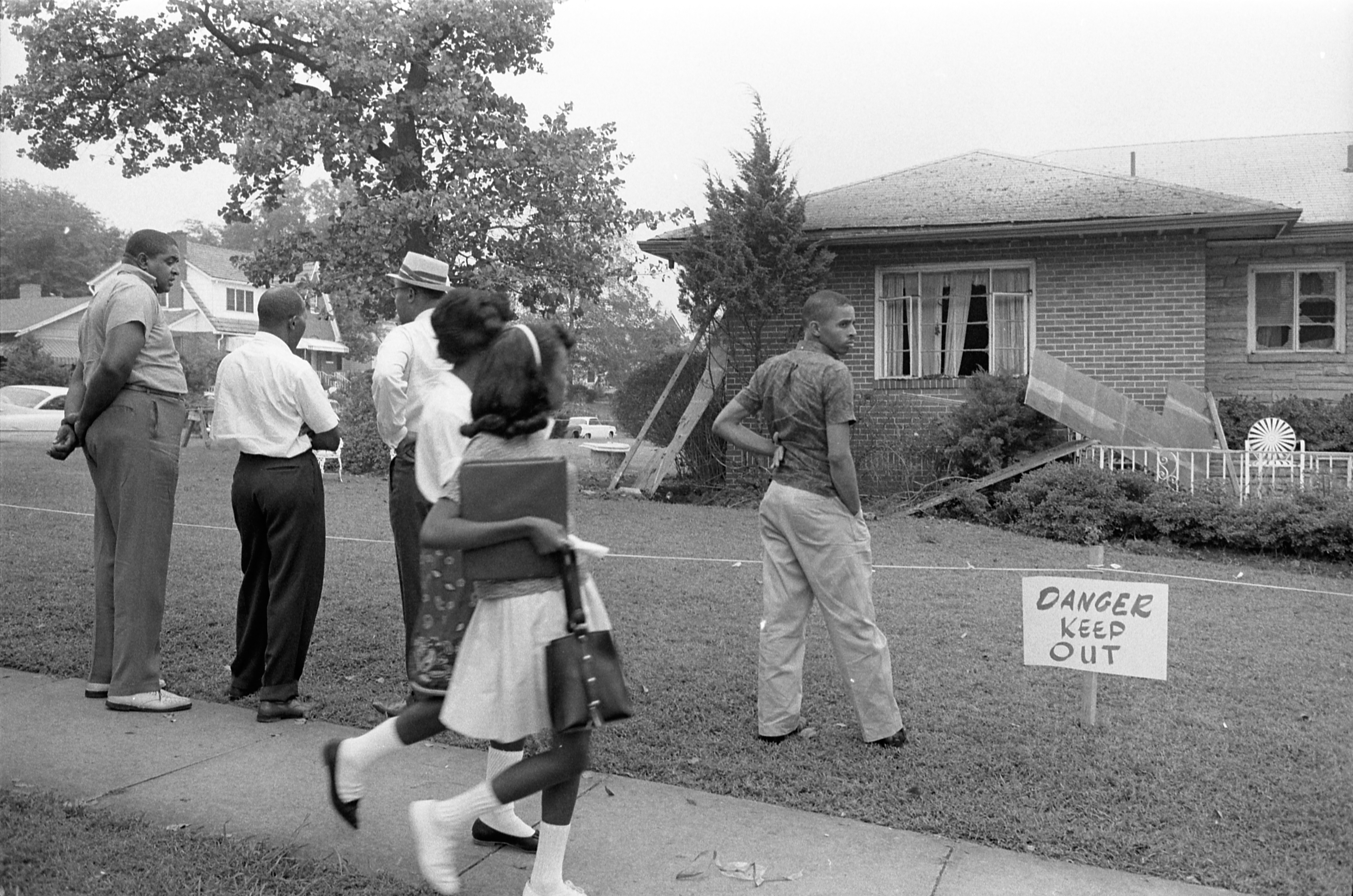
Zdemolovaná část domu právníka NAACP v Birminghamu, srpen 1963.

V roce 1963 označil reverend Martin Luther King Jr. Birmingham v Alabamě za nejvíce rasově segregované město v USA. Přestože bylo z 350 000 obyvatel města 60 % bělochů a 40 % Afroameričanů, Afroameričané neměli žádné zástupce v policejních ani hasičských jednotkách, prodavače v obchodech, řidiče veřejné dopravy, pracovníky v bankách nebo záložnách. Pro Afroameričany byly vyhrazeny dělnické a rolnické pozice a pozice služek, uklízeček a údržbářů. V případě propouštění byly nejdříve propouštěni Afroameričané. Míra nezaměstnanosti Afroameričanů byla 2,5krát vyšší než bělochů. Jejich průměrný příjem byl sotva poloviční oproti průměrnému příjmu bělochů. V roce 1960 bylo pouze 10 % Afroameričanů, kvůli diskriminačnímu správnímu řízení, registrováno k volbám.
Mezi lety 1945 a 1962 se ve město odehrálo 50 rasově motivovaných bombových útoků, které nikdy nebyly vyřešeny. Častým cílem útoků žhářů byly kostely Afroameričanů, které sloužily jako centra pro osvětu v občanských právech. Kvůli útokům si město vysloužilo přezdívku Bombingham. V sousedstvích, kde se prolínaly bělošské a černošské čtvrti bylo tolik útoků, že obdržela přezdívku Dynamite Hill.
V druhé polovině 50. let se Afroameričané začali v Birminghamu organizovat, aby společně bojovali za svá občanská práva. Poté, co byla v roce 1956 státem Alabama zakázána působnost organizace National Association for the Advancement of Colored People (NAACP) na území státu, se reverend Fred Shuttlesworth rozhodl založit organizaci Alabama Christian Movement for Human Rights (ACMHR). Prvním cílem organizace bylo čelit perzekuci Afroameričanů pomocí žalob a protestů. Prvním úspěchem bylo, když soud rozhodl, že rasová segregace ve veřejných parcích je nepřípustná, Birmingham reagoval jejich kompletním uzavřením. Domov reverenda Shuttleswortha byl terčem opakovaných bombových útoků, stejně jako jeho farnost Bethel Baptist Church. V roce 1962 byl reverend Shuttlesworth zatčen za porušování segregačních zákonů. V reakci na neochotu vedení města se zabývat občanskými právy Afroameričanů Shuttlesworth povolal do města organizaci SCLC a Kinga.
King a SCLC právě ukončili kampaň ve městě Albany v Georgii, která skončila neúspěchem. Hledali proto novou možnost si zlepšit reputaci a posílit hnutí za občanská práva. Poučení z Albany je vedlo ke snížení cílů, zatímco v Albany usilovali o celkové zrušení rasové segregace, v Birminghamu se soustředili na zrušení segregace v obchodech a centru města, stejně jako na znovuotevření veřejných parků a zlepšení pracovních podmínek pro Afroameričany. Proti hnutí se postavil komisař místní policie a zarytý zastánce segregace Eugene "Bull" Connor. Connor například věřil, že hnutí za občanská práva je zástěrkou pro komunistickou destabilizaci USA a bombové útoky na afroamerické kostely dával za vinu právě Afroameričanům. Connor v roce 1961 vědomě nechal dav zbít aktivisty z Freedom Riders. SCLC a King věřili, že Connorova nekompromisnost přiláká potřebnou pozornost médií.

## Průběh kampaně

### Bojkot obchodů

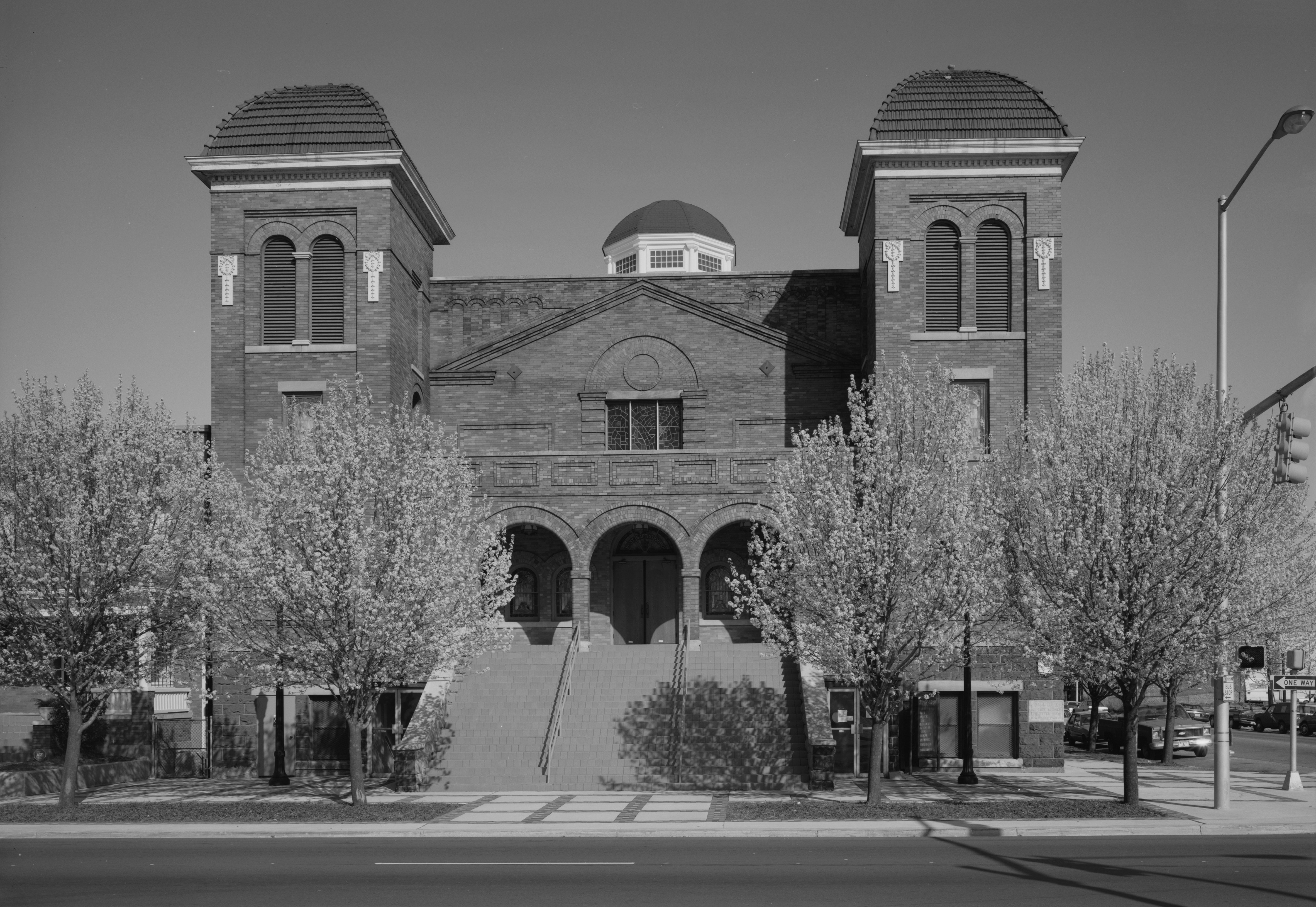
16th Street Baptist Church – centrála hnutí

Protesty začaly v roce 1962, kdy lokální afroameričtí studenti, inspirováni bojkotem autobusové dopravy v Montgomery, vyhlásili roční bojkot obchodů v centru města. Bojkot způsobil 40% pokles tržeb. Město reagovalo převedením 45 000 dolarů (360 000 dolarů po započítání inflace k roku 2018) ze sociálního fondu, který sloužil především chudým Afroameričanům, na podporu obchodů. Bojkot obchodů byl zvolen jako více efektivní oproti tlaku na politiky (i kvůli malé míře registrovaných Afroameričanů). Velký dopad měl bojkot především před Velikonocemi, což bylo pro obchody druhé nejvytíženější období v roce. Informační kampaň o bojkotu vedli především církevní osobnosti, které je dále šířily mezi obyvatele během bohoslužeb. Centrum města bylo střeženo aktivisty, kteří měli zabránit neinformovaným nebo nezúčastněným Afroameričanům nakupovat. Nicméně na obchody tlačil také Bull Connor, který majitelům obchodů vyhrožoval, že pokud nebudou dodržovat segregační nařízení, tak přijdou o licenci.

### Projekt C

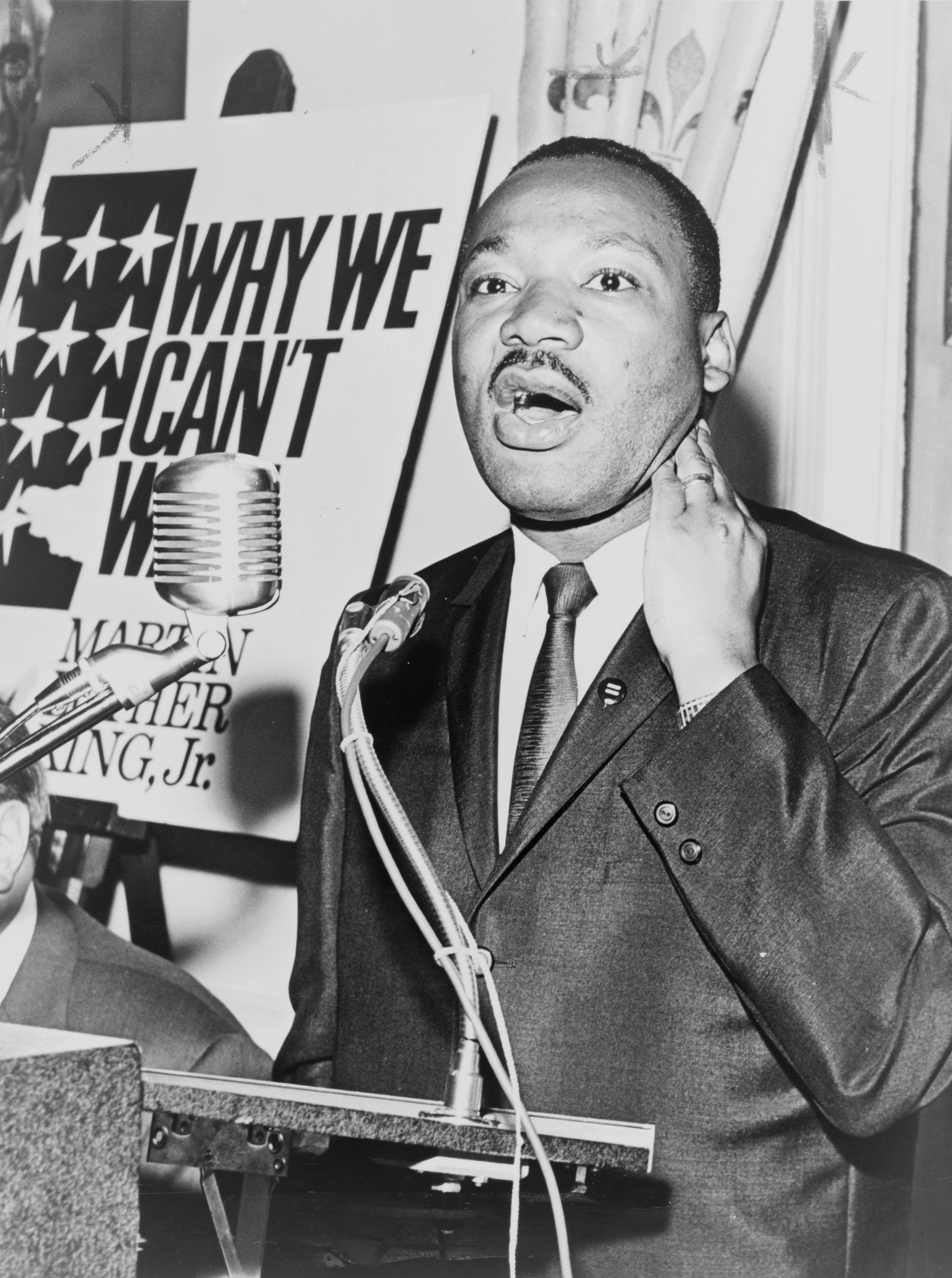
Martin Luther King Jr. v roce 1964

Příjezd Martina Luthera Kinga Jr. přilákal pozornost médií a mobilizaci podpory pro akce, nicméně ne všichni aktivisté jeho přítomnost vítali. Některým se nelíbilo, že King a SCLC přerušují a upozaďují aktivity a cíle místních skupin. Nicméně SCLC se přesto chopila vedoucí role. Wyatt Tee Walker, tehdejší výkonný ředitel SCLC, přišel se strategií, kdy se silné nenásilné hnutí postaví rasové segregaci ve městě, přičemž počítal s tím, že impulsivní Bull Connor zakročí násilím, které přiláká pozornost médií. Proto připravili projekt C (projekt confrontation, "konfrontace"). Název projekt C byl kódovým termínem, který měl předejít prozrazení akce v případě odposlouchávání telefonů.
Projekt se soustředil na protestní sit-iny, kdy Afroameričané ve skupinkách nenásilně seděli na místech vyhrazených pro bílé, což se setkalo s násilím a zatýkáním, přičemž aktivisté po celou dobu zůstali nenásilní. Probíhaly především v jídelnách, knihovnách a kostelech pro bílé. Současně se konaly protestní pochody k veřejným budovám na podporu zajištění voličských práv. Taktikou bylo naplnit vězení aktivisty, což mělo donutit vedení města k dialogu.
V dubnu 1963 Bull Connor získal soudní příkaz, který kriminalizoval protestující a zvýšil kauci na jejich propuštění z 200 dolarů na 1500 dolarů (po inflaci v roce 2018 ze 2000 dolarů na 10 000 dolarů). Fred Shuttlesworth nazval soudní příkaz jasným příkladem pošlapání občanských práv. SCLC se rozhodla příkaz ignorovat. Nicméně praxe zvýšení kaucí byla pro zdroje SCLC takřka likvidační. Vedení SCLC proto přemlouvalo Kinga, aby se vydal na fundraisingovou cestu po USA, což odmítl kvůli svým povinnostem v Birminghamu. Další protest se měl konat 12. dubna 1963 na jeho podporu vystoupil aktivista Ralph Abernathy. Účastnil se ho také King. Protest skončil jejich zatčením, pro Kinga to bylo již celkem 13. zatčení. Po zatčení byl King uvržen do vazby a nebyl mu umožněn kontakt s právníkem. Jeho žena Coretta Scott Kingová měla v reakci zavolat prezidentovi Kennedymu. O několik dní později obdržela také telefonát od první dámy Jacqueline Kennedyové. Zatčení Kinga konečně přitáhlo pozornost celostátních médií. Informování o bojkotu vedlo k bojkotu řetězcových podniků, kterým tak začaly klesat tržby v celých USA. Jejich majitelé proto začaly tlačit na vládu, aby situaci začala řešit. Dne 20. dubna 1963 byl King propuštěn.

### Eskalace konfliktu
Zatímco se média soustředila na Kinga, hnutí začali docházet dobrovolníci, kteří by chtěli riskovat uvěznění. I přesto, že Bull Connor nasadil proti protestujícím také policejní psy, tyto incidenty nepřilákaly dostatečnou pozornost médií. Aktivista James Bevel proto navrhl alternativní akci s názvem Den D, která vyzvala místní žáky a studenty, aby se zapojili do protestů. King s nasazením dětí váhal, ale Bevel pro tuto akci získal dostatečnou podporu. Bevel věřil, že studenti jsou vhodnými protestujícími, protože jejich zadržení nezasáhne finanční situaci rodiny. Bevel poté vedl několik školení, jak vést nenásilný protest a jak se připravit na agresivitu policistů. Akce byla později přejmenována na "dětskou křížovou výpravu". V květnu 1963 se konaly první pochody dětí, během kterých zpívaly například hymnu hnutí We Shall Overcome. Píseň zpívaly i během zatčení, převozu do vazby a uvěznění. V první vlně bylo zatčeno kolem 600 žáků a studentů. Protestujících však neubývalo. Policie proto nasadila školní autobusy a dodávky, kterými převážela protestující studenty do vězení. Do konce dne bylo zatčeno 1200 studentů, kteří byli uvězněni v birminghamských vězeních s kapacitou pro 900 vězňů.
Použití dětí a studentů kritizoval starosta města, stejně jako ministr spravedlnosti Robert Kennedy nebo aktivista Malcolm X. Nicméně ukázalo se jako velmi účinné pro získání pozornosti médií. Poté, co byla vězení naplněna, se Bull Connor rozhodl změnit taktiku a místo zatýkání chtěl davy rozehnat. Nasadil proto proti nim vodní děla a policejní psy. Protestující však měli jasný pokyn – za všech okolností zůstat nenásilní. Snímky z útoků psů na nebránící se protestující opět obletěly celé USA. Protestující získávali stále více podpory. To vedlo policii k další vlně zatýkání, během které zatknuli dalších 1000 osob.

### Výsledek

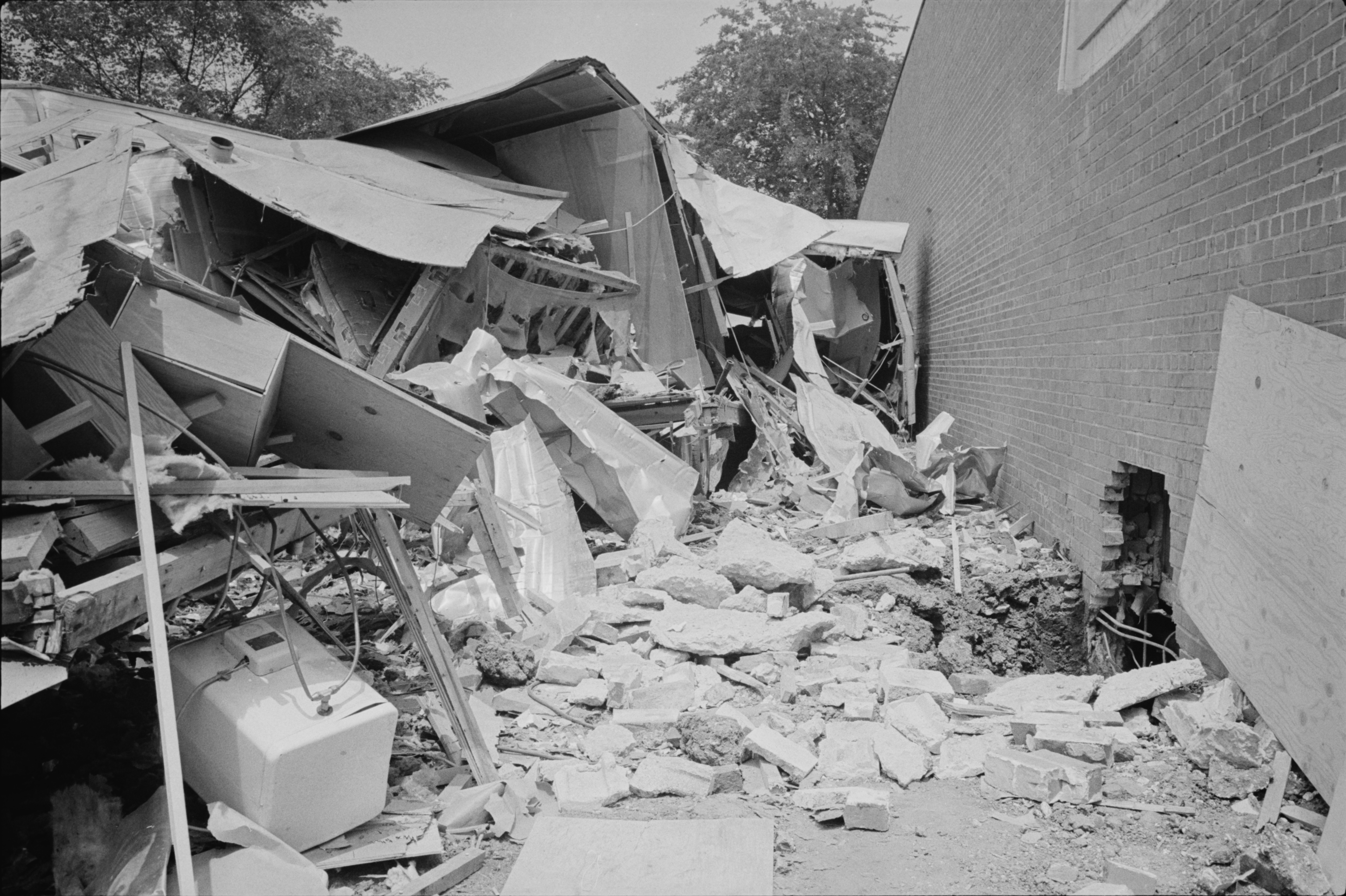
Zdemolovaná část motelu, ve kterém bydlel King, po bombovém útoku ze dne 16. května 1963

Ještě během května 1963 se zástupci obchodů dohodli s hnutím na zrušení rasové segregace v jejich pobočkách. Následovala dohoda s vedením města o zrušení segregace v jídelnách, veřejných toaletách, pítkách a otevření pracovních pozic prodavačů i pro Afroameričany. Uvěznění protestující měli být propuštěni na kauci. Kennedy přesvědčil odbory, aby začaly se sbírkou na kauce, ve které se podařilo vybrat 237 000 dolarů.
Dne 11. května 1963 byl motel, ve kterém předtím přebýval King poničen výbuchem zápalné bomby. King motel opustil hodinu před útokem. Na místě činu se policie střetla s několika Afroameričany, což vyvolalo mezi Afroameričany poplach. Začaly nepokoje, které měla rozehnat národní garda. Martin Luther King Jr. se poté vrátil do Birminghamu, aby situaci uklidnil. Celá kampaň stála místo starostu i policejního komisaře Bulla Connora, který se však na obdobnou pozici vrátil již v roce 1965.
Desegregace postupovala pozvolna, ale postupovala. V září 1963 integrace dorazila také do místních škol. Celá kampaň dodala SCLC vážnosti a z Kinga se stal uznávaný vůdce hnutí. Na vlně úspěchu byl v srpnu pořádán pochod na Washington za práci a svobodu, kterého se účastnilo 250 000 osob. Nevole s desegregací vedla k pokračujícím útokům. V září 1963 se cílem bombového útoku stal kostel 16th Street Baptist Church, který stál život čtyři afroamerické dívky.